# ثلاثة عشر سببا (مسلسل)
ثلاثة عشر سبباً (بالإنجليزية: 13 Reasons Why) مسلسل دراما أمريكي، مبني على رواية بنفس العنوان للكاتب جاي آشر. المسلسل من تطوير برايان يوركي. تكون الموسم الأول من المسلسل من ثلاث عشرة حلقة توفرت جميعها للعرض حسب الطلب على نتفليكس، في 31 مارس 2017. في أواخر عام 2015 قررت نتفليكس تحويل الرواية إلى مسلسل، بعد ان كان من المقرر تحويلها إلى فيلم يصدر من قبل يونيفرسال ستوديوز. تلقى المسلسل مراجعات إيجابية من النقاد والمشاهدين، الذين مدحوا موضوع العمل وطاقم تمثيله، خصوصاً ديلان مينيت وكاثرين لانغفورد. أعلنت نتفليكس في مايو 2017 عن تجديد المسلسل إلى موسم ثاني، مقرر أن يعرض في 2018.
في 1 مايو 2018 تم الإعلان عن عرض الموسم الثاني من المسلسل في 17 مايو 2018. وتم إصدار الموسم الثالث في 23 أغسطس 2019، وقد أعلنت الشبكة في 2019 أنها قررت حذف المشهد الذي يظهر انتحار بطلة المسلسل، لكونه مؤلم ومثير للجدل. ولاقى القرار استحسان مجلس الآباء التلفزيوني، بسبب قساوة المحتوى على المشاهدين الصغار، وفي أغسطس 2019 تم الإعلان عن الموسم الرابع والأخير من المسلسل والذي تم عرضه لأول مرة في 5 يونيو 2020.

## القصة
كلاي جينسن مراهق يعود إلى منزله بعد يومه المدرسي ليجد صندوقًا غامضًا مُعنوَّنًا بإسمه أمام عتبة المنزل. يكتشف كلاي أن ما بداخل الصندوق مجموعة من شرائط الكاسيت المُسجلّة بواسطة زميلته هانا بيكر، والتي انتحرت منذ أسبوعين، وفي تلك الشرائط تكشف هانا عن قصة انتحارها والأسباب التي دفعتها لذلك والأشخاص التي ساهمت في اتخاذ قرار إنهاء حياتها.

## طاقم التمثيل

### شخصيات رئيسية
- ديلان مينيت بدور كلاي جينسن
- كاثرين لانغفورد بدور هانا بيكر
- كريستيان نافارو بدور توني باديلا
- أليشا بو بدور جيسيكا ديفز
- براندون فلين بدور جستن فولي
- جستن برنتيس بدور برايس والكر
- مايلز هيزر بدور أليكس ستاندل
- روس بتلر بدور زاك ديمبسي
- ديفين درويد بدور تايلر داون
- ايمي هارجريفز بدور ليني جينسن
- كايت والش بدور أوليفيا بيكر
- غريس سيف بدور آني أشولا

### شخصيات متكررة
- ميشيل سيلين آنغ بدور كورتني كريمسن
- برايان دي‘آركي جيمس بدور آندي بيكر
- سوزي بيكن بدور سكاي ميلر
- ستيفن ويبر بدور المدير. غاري بولان
- مارك بيليغرينو بدور نائب المأمور ستاندال
- أخيونا أليكسيس بدور شيري هولاند
- هنري زاغا بدور براد
- ستيفن سيلفر بدور ماركوس كول
- تومي دورفمان بدور رايان شيفر
- روبرت غانت بدور تود كريمسن
- توم إيفرت سكوت بدور السيد داون

- كيكو أجينا بدور يام برادلي
- أوريا شيلتون بدور براترس
- براندون لاراكوينتي بدور جيف أتكينس
- تيموثي غراناديروس بدور مونتغومري دي لا كروز
- جوش هاميلتون بدور مات جينسين

## الحلقات

### الموسم الأول
| التسلسل | عنوان الحلقة        | إخراج               | كتابة             | تاريخ العرض  |
| --- | ------------------- | ------------------- | ----------------- | ------------ |
| 1 | «الشريط 1، الجهة أ» | توم مكارثي          | ابرايان يوركي     | 31 مارس 2017 |
| يجد كلاي جونسون صندوقاً مليئاً بالأشرطة الصوتية التي وضعت بشكل مجهول أمام عتبة باب بيتهُ الأمامية. يشغل الشريط رقم 1 في جهاز تشغيل الأشرطة، يدرك كلاي بأن الشخص الذي يتحدث في الشريط هو زميلتهُ المتوفيه هانا بيكر. يستمع كلاي للشريط الأول والذي تشرح به هانا الأسباب التي دفعتها إلى الإنتحار. تبدأ بسرد قصة قبلتها الأولى مع جستن فولي الذي نشر شائعات سيئة عنها. موضوع الشريط: جستن فولي، بسبب نشرهُ شائعات مسيئة عن هانا. |                     |                     |                   |              |
| 2 | «الشريط 1، الجهة ب» | توم مكارثي          | برايان يوركي      | 31 مارس 2017 |
| في الشريط، تتذكر هانا صداقتها مع أثنين من الطلاب الجُدد: جيسيكا، التي تنتقل كثيراً بسبب عمل والدها في القوات الجوية، وأليكس، التي ألتقت به في إحدى المقاهي. يُقرر كل من جيسيكا وأليكس التوقف عن التسكع مع هانا. تلوم جيسيكا هانا عندما ينفصل أليكس معها. في الوقت الحاضر، تجد أوليفيا والدة هانا ملاحظة كتبتها ابنتها وضعت في إحدى الكتب، وتعتقد بأن هانا تعرضت للتنمر في المدرسة. موضوع الشريط: جيسيكا ديفيز، لإعتقادها الخاطئ بأن هانا كانت سبب أنفصالها عن أليكس. |                     |                     |                   |              |
| 3 | «الشريط 2، الجهة أ» | هيلين شيفر          | ديانا سن          | 31 مارس 2017 |
| تتعرض علاقات هانا للتهديد من قبل أليكس ستاندال الذي وضع قائمة "أفضل/أسوأ"، ووضع هانا هدفاً له. في الوقت الحاضر، تتحرى والدة هانا أوليفيا بيكر عن ما إذا كانت هانا قد تعرضت للتنمر في المدرسة. أثناء تحريه عن سبب إقدام هانا على الإنتحار، يذهب كلاي إلى أليكس للحصول على الأجوبة، يُحذر أليكس كلاي من توني الذي يلتقيه في موقف عدائي. موضوع الشريط: أليكس ستاندال، بسبب وصفه مؤخرة هانا، الأفضل في المدرسة بقائمته. |                     |                     |                   |              |
| 4 | «الشريط 2، الجهة ب» | هيلين شيفر          | توماس هيغينز      | 31 مارس 2017 |
| تسمع هانا شخصاً خارج نافذة غرفتها، وتعترف لصديقتها كورتني بأن شخصاً ما يراقبها. تساعد كورتني صديقتها هانا على كشف هوية الشخص الذي يُراقبها، أثناء أنتظارهما مجيءالشخص، يلعب الأثنان لعبة "جرأة أو حقيقة" مصحوبة بشرب الكحول، مما يدفع الأثنان على التقبيل في فراش هانا. يأخذ الشخص المراقب صوراً لكورتني وهانا وينشرها في المدرسة مما يُنهي صداقة كورتني وهانا. في الوقت الحاضر، يأخذ كلاي صوراً لتايلر وهو عار وينشرها في المدرسة كرد عما فعل، بدلا من أن يرمي حجراً على نافذته كما قالت هانا في الشريط. موضوع الشريط: تايلر داون، بسسب مراقبتهِ لهانا ونشره صورتها وهي تقبل كورتني.                                                                              |                     |                     |                   |              |
| 5 | «الشريط 3، الجهة أ» | كايل باتريك ألفاريز | جوليا بيكنيل      | 31 مارس 2017 |
| خوفاً منها بكشف ميولها الجنسي في المدرسة تنشر كورتني إشاعات بأن الصور التي نشرها تايلر كانت لهانا وأحدى زميلاتهم لورا. كما تنشر إشاعات اخرى حول علاقة هانا بجستن مما يتسبب بسوء سمعة هانا في المدرسة. في الوقت الحاضر، يأخذ كلاي كورتني لزيارة قبر هانا. موضوع الشريط: كورتني كريمسن، لنشرها إشاعات كاذبة عن هانا. |                     |                     |                   |              |
| 6 | «الشريط 3، الجهة ب» | كايل باتريك ألفاريز | نيك شيف           | 31 مارس 2017 |
| يسير موعد هانا لعيد الحب مع ماركوس بصورة سيئة بسبب الإشاعات التي نشرت عن هانا وبأنها سهلة المنال. في الوقت الحاضر، يتشاجر أليكس ومونتغمري ويتحتم عليهم الذهاب لمجلس الطلبة. موضوع الشريط: ماركوس كول، بسبب أهانتهُ لها أثناء موعدهما في عيد الحب. |                     |                     |                   |              |
| 7 | «الشريط 4، الجهة أ» | غريغ أراكي          | إليزابيث بينجامن  | 31 مارس 2017 |
| بعد رفضها مواعدتهُ يعمل زاك للإنتقام من هانا خلال مشروع مدرسي. أنتقاماً منهُ يقدم كلاي على تدمير سيارة زاك. يبدأ كلاي برؤية هانا في هلوسات أثناء النهار، كما يرى جثتها على أرضية ملعب كرة السلة أثناء المباراة، كما يسمع صوت أشرطة هانا من خلال سماعات نظام الاتصال الداخلي في المدرسة. موضوع الشريط: زاك ديمسي، بسبب سرقته لدرجات هانا أثناء المشروع المدرسي أنتقاماً منهُ لعدم قبولها لمواعدته. |                     |                     |                   |              |
| 8 | «الشريط 4، الجهة ب» | غريغ أراكي          | كيرك مور          | 31 مارس 2017 |
| تتأثر هانا بشعر ألقاه زميلها رايان شايفر، وتنفتح عما بداخلها لهُ بتشجيع منه. يخون رايان هانا بنشره للقصيدة الشعرية خلافاً لإرادتها في مجلة المدرسة. في الوقت الحاضر، يكشف توني لكلاي عن أحداث ليلة وفاة هانا. موضوع الشريط: رايان شايفر، بسبب سرقته لقصيدة كتبتها تتحدث عن مشاكلها ونشرها في مجلة المدرسة. |                     |                     |                   |              |
| 9 | «الشريط 5، الجهة أ» | كارل فرانكلين       | هايلي تايلر       | 31 مارس 2017 |
| أثناء اختباءها في غرفة جيسيكا خلال حفلة صيفية، تشاهد هانا، برايس والكر وهو يغتصب جيسيكا الثملة والفاقدة للوعي، بموافقة جستن. في الوقت الحاضر، يتحدث كلاي مع جستن الذي يدعي بأنه من الأفضل لجيسيكا أن لاتعرف الحقيقة. يُحذر ماركوس كلاي بأن الأسوء قادم. موضوع الشريط: جستن فولي، بسبب سماحه لبرايس باغتصاب صديقتهُ جيسيكا. |                     |                     |                   |              |
| 10 | «الشريط 5، الجهة ب» | كارل فرانكلين       | ناثان لويس جاكسون | 31 مارس 2017 |
| بعد إنتهاء الحفلة، تقل شيري هانا إلى بيتها. ويتعرضون لحادث ويضربون علامة وقوف في الشارع، ترفض شيري الإتصال بالشرطة. خلال بحثها عن الهاتف، تشهد هانا عن حادثاً مأساوي يتسبب بوفاة جيف أتكينز، صديق كلاي. موضوع الشريط: شيري هولاند، بسبب تركها لهانا بعد أن أصتدموا بعلامة الوقوف، مما يتسبب بمقتل طالباً آخراً. |                     |                     |                   |              |
| 11 | «الشريط 6، الجهة أ» | جيسيكا يو           | ديانا سون         | 31 مارس 2017 |
| يستمع كلاي إلى شريطهُ، ويتغلب عليه الشعور بالذنب بسبب عدم استطاعته منع هانا من الإنتحار. في الوقت الحاضر، يجد جستن جيسيكا في منزل برايس، ويواجها ويخبرها بحقيقة ماجرى ليلة الحفلة. تجد أوليفيا والدة هانا قائمة بأسماء الأشخاص على الأشرطة، لكنها لاتعرف معنى القائمة. موضوع الشريط: كلاي جونسون، بسبب تركهُ لها برغبة منها. لكنها توضح لاحقاً بأن كلاي لايستحق أن يكون سبباً في إقدامها على الإنتحار. |                     |                     |                   |              |
| 12 | «الشريط 6، الجهة ب» | جيسيكا يو           | إليزابيث بينجامن  | 31 مارس 2017 |
| بعد فقدانها ودائع والديها عن طريق الخطأ والتي كان من المفترض أن تذهب إلى البنك، تصل هانا لحفلة ألقاها برايس وتنتهي الليلة بصورة مأساوية عندما ينتهي الأمر بهانا وحيدة مع برايس الذي يقدم على إغتصابها. في الوقت الحاضر، يذهب كلاي إلى منزل برايس بحجة شراء الحشيش، ويتحدث معهُ عن الإغتصاب ويسجل أعترافه. تقاضي أوليفيا والدة هانا كل الأشخاص الموجودين بالقائمة التي وجدتها. تنتهي الحلقة بمشهد لسيارة إسعاف تعالج شاباً مجهول تعرض لإطلاق ناري. موضوع الشريط: برايس والكر، بسبب اغتصابه لها. |                     |                     |                   |              |
| 13 | «الشريط 7، الجهة أ» | كايل باتريك ألفاريز | برايان يوركي      | 31 مارس 2017 |
| يعطي كلاي شريط الإعتراف لتوني لينسخه. مع بقاء آخر شريط من أشرطة هانا. تذهب هانا للسيد بورتر مستشار التوجيه المدرسي وتخبرهُ بتعرضها للإغتصاب بدون أن تذكر أسم الشخص. يخبرها السيد بورتر بأنها لاتمتلك فرصة بأن تأخذ على محمل الجد، ويصر على أن تبقي الأمر سراً وتمضي بحياتها. تسجل هانا حديثهما. تذهب هانا لمنزلها وتقدم على الإنتحار بقطع معصميها وتنزف حتى الموت في حوض الإستحمام. في الوقت الحاضر، يواجه كلاي السيد بورتر حول الحادث ويعطيه الأشرطة مع الجهة ب، من الشريط السابع وهو إعتراف برايس بالإغتصاب. يعترف جميع الأشخاص الذين ذكرت أسمائهم في الأشرطة ماعدا أليكس الذي يحاول الإنتحار. موضوع الشريط: السيد. بورتر، بسبب عدم تصديقها وعدم مساعدتها. |                     |                     |                   |              |

### الموسم الثاني والثالث
عدد الحلقات: 26

## وصلات خارجية
- الموقع الرسمي
- ثلاثة عشر سبباً على موقع IMDb (الإنجليزية)
- ثلاثة عشر سبباً على موقع ميتاكريتيك (الإنجليزية)
- ثلاثة عشر سبباً على موقع روتن توميتوز (الإنجليزية)
- ثلاثة عشر سبباً على موقع نتفليكس (الإنجليزية)
- ثلاثة عشر سبباً على موقع فيلمافينيتي (الإسبانية)
- ثلاثة عشر سبباً على موقع كينوبويسك (الروسية)
- ثلاثة عشر سبباً على موقع ألو سيني (الفرنسية)
- ثلاثة عشر سبباً على موقع قاعدة بيانات الفيلم (الإنجليزية)